# Preyah
Preyah Osassey (bułg. Прея Осасей, ur. 22 października 1994 w Sofii), znana również jako Preyah (Прея) – bułgarska piosenkarka pop, aktorka teatralna i dubbingowa.

## Biografia

### Dzieciństwo
Urodziła się 22 października 1994 roku w Sofii. Jest jedynaczką. Jej pełne imię brzmi Preyah-Eyrin-Comfort Rex Osassey. Zawdzięcza je nigeryjskim korzeniom ojca, którego nie pamięta, ponieważ zmarł, gdy ta miała zaledwie 11 miesięcy. Gdy miała 13 lat, jej matka wyjechała do pracy na Cypr, aby spłacić kredyt hipoteczny na ich mieszkanie w dzielnicy mieszkalnej Ljulin 7.

### Pierwsze kroki w muzyce
Preyah prawdopodobnie odziedziczyła talent muzyczny po swojej babci, Irinie Miszewej, która była piosenkarką kabaretową i estradową. Jej mama również zawsze marzyła, by zająć się śpiewem, jednak nie udało jej się tego celu zrealizować. Już jako dziecko Preyah należała do szkolnego zespołu wokalnego, lecz wówczas nie zajmowała się muzyką profesjonalnie. Jej największą pasją od zawsze był jednak śpiew i przez lata pozostała jego zagorzałą amatorką.
Preyah zaczęła poważniej myśleć o swojej karierze po przypadkowym przesłuchaniu do programu telewizyjnego X Factor, co do którego nie miała większych oczekiwań. To właśnie tam poznała ludzi, którzy pomogli jej zdobyć wiedzę muzyczną i udoskonalić to, co już potrafiła. W 2012 roku ukończyła profilowane XXII Liceum Ogólnokształcące im. Georgiego Rakowskiego w Sofii z rozszerzonym językiem angielskim. Młoda piosenkarka nie chciała uczyć się w szkole muzycznej ani w konserwatorium.
Kilka lat później Preyah wraz ze swoim dobrym przyjacielem Lubenem założyła zespół, w którym początkowo wykonywali covery ulubionych piosenek, aby po czasie zacząć komponować własne utwory. Eksperymentowali z wieloma różnymi stylami, ale jako podstawę swojej twórczości przyjęli motywy soulowe i funkowe, okraszone elementami jazzu, latino, reggae i hip-hopu.

## Kariera muzyczna

### Początek kariery muzycznej
Pierwszy występ Preyi miał miejsce w 2011 roku w debiutanckiej edycji muzycznego talent show X Factor. Kluczowym momentem był jednak jej udział w reality show pt. Akademia Muzyczna (bułg. Музикална академия) w 2013 roku, z którego odpadła tuż przed finałem. Producentem muzycznym tego telewizyjnego formatu była wytwórnia płytowa Monte Music. Wydawnictwo od razu zwróciło uwagę na wokalistkę i zaproponowało jej współpracę. Kontrakt z Monte Music został podpisany przez piosenkarkę wraz z nadejściem 2014 roku, dając początek jej karierze muzycznej.

### Debiutancki singiel
Preyah zadebiutowała singlem „Малките неща”, który odniósł ogromny sukces. Kilka dni po premierze piosenka stała się jedną z najczęściej granych przez rodzime rozgłośnie radiowe i zdołała pokonać konkurencję światowych hitów, takich jak „Bailando” Enrique Iglesiasa, „Adrenalina” Wisina, Jennifer Lopez i Ricky’ego Martina oraz „Happy” Pharrella Williamsa.
Muzykę do utworu skomponowała sama Preyah, z pomocą Lubena Hristowa i Grafy. Większość tekstu została również napisana przez wokalistkę, we współpracy z Iliją Grigorowem. Teledysk do singla jest dziełem reżyserek Weliny Balinowej, Nadii Wojnowej i ich zespołu.
Pierwszą wersją „Малките неща” był autorski utwór „Guilty Pleasure Store”, który Preyah wykonywała z chłopakami z grupy Smooth. Piosenka ma podobne brzmienie oraz angielski tekst i została zaprezentowana w 2012 roku podczas festiwalu muzycznego „Spirit of Burgas”.
W 2019 roku piosenkarka wzięła udział w reality show „The Masked Singer”, emitowanym przez telewizję Nova, w którym wystąpiła w roli „Motyla”.

### Wydane utwory
Kilka tygodni po wydaniu swojego debiutanckiego utworu Preyah zaśpiewała w piosence Grafy „Закъснявам, човек” razem z Peczenką. Piosenka została po raz pierwszy zaprezentowana w Błagojewgradzie podczas dorocznej ceremonii rozdania nagród muzycznych BG Radia. Utwór również odniósł wielki sukces i znalazł się na szczycie list przebojów.
Preyah kontynuuje swoją karierę, wydaje kolejne solowe utwory oraz bierze udział w projektach innych artystów.

## Utwory
- Малките неща
- Закъснявам, човек (z Grafą)
- Нюанси
- Его
- Позволи ми да знам
- Забранен достъп (z Michaelą Filewą i Diwną)
- Всички наши места
- Празни приказки
- Убиец на време
- Лош навик

## Kariera aktorska
Preyah zadebiutowała jako aktorka w 2014 roku w Małym teatrze miejskim „Зад канала”, gdzie wystąpiła w sztuce Iwana Radoewa „Ludojadka”, wyreżyserowanej przez Binę Harampliewą.

### Kariera aktorki dubbingowej
Od 2019 roku wokalistka zajmuje się dubbingiem do filmów nagranych w Aleksandra Audio, Doli Media Studio i Andarta Studio.
W 2020 roku wcieliła się w rolę Miembre w audiobooku Nikołaja Jordanowa pt. „Не казвай на мама”.
W 2021 roku zdubbingowała serię reklam sklepu internetowego Answear.

### Role dubbingowe
| Rok  | Tytuł                      | Rola                             | Studio dubbingowe |
| ---- | -------------------------- | -------------------------------- | ----------------- |
| 2019 | Lego: Przygoda 2           | Królowa Wisimi I’powiewa (wokal) | Doli Media Studio |
| 2019 | Angry Birds: Film 2        | Zeta                             | Aleksandra Audio  |
| 2020 | SpongeBob Film: Na ratunek | Tiffany                          | Studio Andarta    |
| 2020 | Doktor Dolittle            | Dab-Dab                          | Aleksandra Audio  |
| 2021 | Nasze magiczne Encanto     | Luisa Madrigal                   | Aleksandra Audio  |

## Życie prywatne
W listopadzie 2022 roku piosenkarka poinformowała, że jest zaręczona z basistą Ewdenem Dimitrowem.

## Nagrody
- Nagroda za debiut 2014 roku, 359HipHop Awards, 2015 r.[36]
- Kobieta Roku magazynu „Грация” w kategorii Muzyka, 2019 r.[37]